# Verhosulka, Bilopillea
Verhosulka (în ucraineană Верхосулка) este localitatea de reședință a comunei Verhosulka din raionul Bilopillea, regiunea Sumî, Ucraina.

## Demografie
Componența lingvistică a localității Verhosulka
     Ucraineană (98,72%)
     Rusă (1,28%)
Conform recensământului din 2001, majoritatea populației localității Verhosulka era vorbitoare de ucraineană (98,72%), existând în minoritate și vorbitori de rusă (1,28%).